# André Lévy (psychologue)
Pour les articles homonymes, voir André Lévy et Lévy.
André Lévy, né le 26 juin 1925, est un universitaire français, professeur de psychologie sociale et cofondateur du Centre international de recherche, formation et intervention en psychosociologie (CIRFIP).

## Biographie
André Lévy est professeur honoraire à l'université Paris-XIII. 
Il est l'auteur du Vocabulaire de psychosociologie, avec Jacqueline Barus-Michel et Eugène Enriquez.

## Publications

### Ouvrages
- Psychologie sociale : Textes fondamentaux anglais et américains, tomes 1 et 2; 1964 (rééd. 2002) Dunod
- Les paradoxes de la liberté dans un hôpital psychiatrique, 1969, Epi
- Sciences cliniques et organisations sociales, 1997, PUF
- En quête de sens. Voies de la connaissance, L'Harmattan, 2018, 106 p.  (ISBN 978-2-343-15091-8)

### Ouvrages collectifs
- La résistible emprise de la rationalité instrumentale (avec Florence Giust-Desprairies et André Nicolaï), 1998, Eska
- Récits de vie et histoire sociale (avec Vincent de Gaulejac), 2000, Eska
- La recherche-action (avec Gilles Amado), 2001, Eska
- Vocabulaire de psychosociologie (avec Jacqueline Barus-Michel et Eugène Enriquez), 2002, Erès
- Pratiques psychosociologiques et politique (avec Jean Dubost), 2004, Eska
- Les pratiques sociales au regard de l'éthique (avec Eugène Enriquez), 2007, Erès